# Tierra Bonita (Texas)
Tierra Bonita es un lugar designado por el censo ubicado en el condado de Cameron en el estado estadounidense de Texas. En el Censo de 2010 tenía una población de 141 habitantes y una densidad poblacional de 60,02 personas por km².

## Geografía
Tierra Bonita se encuentra ubicado en las coordenadas 26°16′22″N 97°49′40″O / 26.27278, -97.82778. Según la Oficina del Censo de los Estados Unidos, Tierra Bonita tiene una superficie total de 2.35 km², de la cual 2.35 km² corresponden a tierra firme y (0%) 0 km² es agua.

## Demografía
Según el censo de 2010, había 141 personas residiendo en Tierra Bonita. La densidad de población era de 60,02 hab./km². De los 141 habitantes, Tierra Bonita estaba compuesto por el 51.77% blancos, el 4.26% eran afroamericanos, el 0% eran amerindios, el 0% eran asiáticos, el 0% eran isleños del Pacífico, el 43.26% eran de otras razas y el 0.71% pertenecían a dos o más razas. Del total de la población el 95.74% eran hispanos o latinos de cualquier raza.